# کیونگلای
کیونگلای (به لاتین: Qionglai City) یک county-level city در جمهوری خلق چین است که در چنگدو واقع شده‌است.

## خصوصیات
کیونگلای ۱٬۳۸۴ کیلومترمربع مساحت و ۶۱۲٬۷۵۳ نفر جمعیت دارد.